# Кёльнский городской центр документации национал-социализма

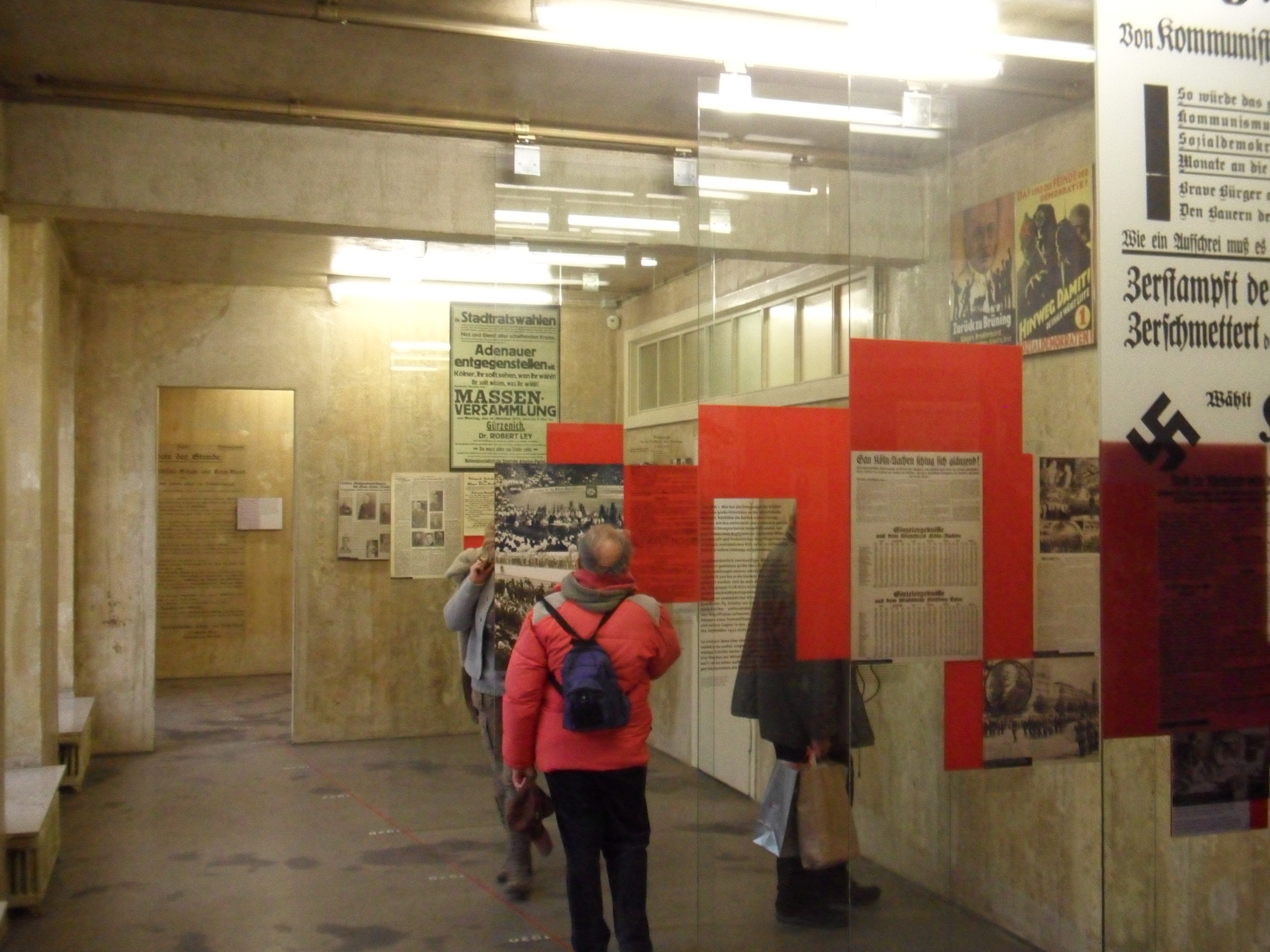
Постоянная выставка

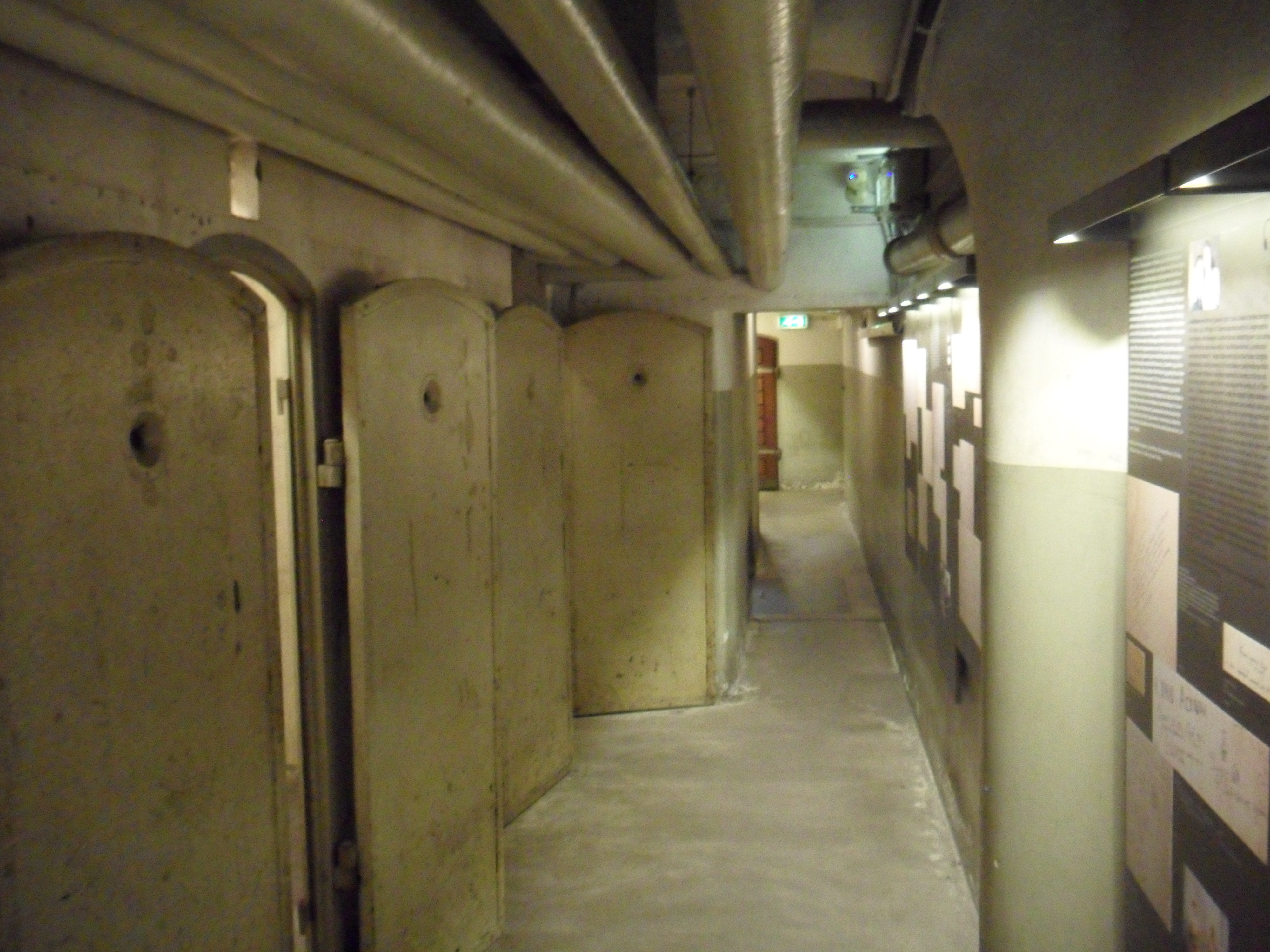
Камеры в подвале

Кёльнский городской центр документации национал-социализма (нем. NS-Dokumentationszentrum der Stadt Köln) был создан 13 декабря 1979 года по указу местного городского совета. Со временем он вырос в крупнейший в Федеративной Республике Германии региональный музей-мемориал, посвященный жертвам нацистского режима.

## Описание
С 1988 года центр размещается в Доме EL-DE, названном так по инициалам своего первого владельца, католика-коммерсанта Леопольда Дамена. С декабря 1935 по март 1945 года в этом здании находилась штаб-квартира кёльнского гестапо. В последние месяцы Второй мировой войны во внутреннем дворе Дома EL-DE были казнены несколько сотен человек, в первую очередь, иностранцы, угнанные на принудительные работы. Словно по иронии судьбы здание почти не пострадало в годы войны.
Центр документации национал-социализма (NS-DOK) занимается сохранением памяти о жертвах нацистского режима, знакомит общественность с историей Кёльна времен «третьего рейха» и ведет исследования в этой области. 4 декабря 1981 г. бывшая тюрьма гестапо открыла свои двери посетителям в качестве мемориала. В десяти камерах уцелели около 1800 отдельных надписей и рисунков узников. Это одно из наиболее хорошо сохранившихся мест заключения времен нацизма, поэтому его считают культурно-историческим достоянием национального и европейского значения.
С июня 1997 года в Доме EL-DE работает постоянная выставка «Кёльн в годы национал-социализма», посвящённая политической, общественной и социальной жизни Кёльна в годы национал-социализма. Она рассматривает такие явления как захват власти и партийный аппарат, пропаганда и «народная общность», повседневная жизнь, молодёжные движения, религия, преследования по расовому признаку и геноцид кёльнских евреев, синти и рома, а также сопротивление, война и военное общество. Кроме того, проводятся специальные выставки, анализирующие как местные, так и всеобщие аспекты национал-социалистического периода, и свыше 130 мероприятий ежегодно. Музейно-педагогический отдел и Информационная и образовательная служба по борьбе с правым экстремизмом (ibs) разрабатывают множество образовательных программ в своей сфере.

## Научные исследования
Научные исследования занимают центральное место в работе NS-DOK. При этом он опирается на фонды библиотеки, где представлена литература о Кёльне в период «третьего рейха», об истории национал-социализма в целом и о правом экстремизме, а также на отдел документации, который собирает, систематизирует в базах данных и готовит к открытому доступу крупные собрания фотографий, плакатов, музейных объектов, документов и воспоминаний. Многочисленные научные проекты посвящены, например, истории еврейского народа, сбору свидетельств и интервью очевидцев, темам принудительного труда, полиции, молодёжи, прессы и издательского дела, различным группами жертв и напоминанию о преступлениях национал-социализма, как в проекте кёльнского художника Гунтера Демнига «Камни преткновения». В число ведущихся сейчас более крупных исследовательских инициатив входят такие темы, как изучение истории холокоста, сопротивление, гестапо, система гауляйтерства НСДА, городское планирование, здравоохранение и гитлерюгенд. Результаты исследований публикуются в собственной серии научных трудов, в серии «Рабочие тетради» и в серии Информационной и образовательной службы (ibs), а также во многих отдельных публикациях и на интернет-сайте NS-DOK.
С 2008 года Центр документации национал-социализма как учреждение городской администрации входит в Объединение городских музеев Кёльна и отвечает за освещение тем, связанных с нацистским прошлым города, в частности, за осуществление программы визитов в Кёльн бывших принудительных рабочих, которая реализуется с 1989 года. Центр документации национал-социализма многократно отмечался наградами. Так, в 2000 г. ему было присвоено звание музея года в категории «Special Recommendation».